# Kościelnica (Uniejów)
Kościelnica – część miasta Uniejów w województwie łódzkim, w powiecie poddębickim, do końca 1986 samodzielna wieś. Leży nad Wartą w północno-zachodniej części miasta, wzdłuż ulicy Kościelnickiej, przy drodze na Ostrowsko.
Kościelnica jest morfogenetycznie typową ulicówką o przeszłości pełnienia funkcji administracyjnych na poziomie zarówno gminy jak i gromady.
Na południowy zachód od Kościelnicy, po drugiej stronie rzeki Warty, rozpościera się słabo zaludniona miejscowość Kościelnica, dawna kolonia Kościelnicy o nazwie Łęg Kościelski.

## Historia
Dawniej samodzielna wieś. Prywatna wieś duchowna, własność kapituły kolegiaty uniejowskiej, w końcu XVI wieku położona była w powiecie szadkowskim województwa sieradzkiego.
Od 1867 siedziba gminy Kościelnica w powiecie tureckim. Pod koniec XIX wieku Kościelnica liczyła 382 mieszkańców. W okresie międzywojennym należała początkowo do woj. łódzkiego. W 1921 roku liczba mieszkańców wsi Kościelnica wynosiła 350, natomiast jej kolonia Kościelski Łęg była zamieszkana przez 25 ludzi. 1 września 1933 utworzono gromadę Kościelnica w granicach gminy Kościelnica, składającą się ze wsi Kościelnica i kolonii Aleksandrów. 1 października 1937 zniesiono gminę Kościelnica, a Kościelnica weszła w skład nowej gminy Orzeszków. 1 kwietnia 1938 Kościelnicę wraz z całym powiatem tureckim przeniesiono do województwa poznańskiego. Podczas II wojny światowej włączona do III Rzeszy.
Po wojnie Kościelnica powróciła do powiatu tureckiego w woj. poznańskim jako jedna z 24 gromad gminy Orzeszków. W związku z reorganizacją administracji wiejskiej jesienią 1954, Kościelnica weszła w skład nowej gromady Orzeszków, którą 1 stycznia 1956 włączono do nowo utworzonego powiatu poddębickiego w woj. łódzkim. Gromadę Orzeszków zniesiono 31 grudnia 1959, a Kościelnicę włączono do nowo utworzonej gromady Kościelnica, której Kościelnica stała się siedzibą i nią pozostała do końca 1972 roku, czyli kolejnej reformy administracyjnej kraju. W 1971 roku ludność wsi wynosiła 304.
Od 1 stycznia 1973 w nowo utworzonej gminie Uniejów w powiecie poddębickim. W latach 1975–1986 miejscowość należała administracyjnie do województwa konińskiego.
1 stycznia 1987 Kościelnicę (280,27 ha) włączono do Uniejowa. Poza obszarem miasta pozostała tylko jej słabo zamieszkana kolonia o nazwie Kościelnica (dawniej Łęg Kościelski).